# مقاطعة لويس (ميزوري)
مقاطعة لويس (بالإنجليزية: Lewis County)‏ هي إحدى المقاطعات في ولاية ميزوري في الولايات المتحدة الأمريكية.